# Liste der Bodendenkmäler in Germering
Auf dieser Seite sind die Bodendenkmäler in der oberbayerischen Großen Kreisstadt Germering zusammengestellt. Diese Tabelle ist eine Teilliste der Liste der Bodendenkmäler in Bayern. Grundlage ist die Bayerische Denkmalliste, die auf Basis des Bayerischen Denkmalschutzgesetzes vom 1. Oktober 1973 erstmals erstellt wurde und seither durch das Bayerische Landesamt für Denkmalpflege geführt wird. Die folgenden Angaben ersetzen nicht die rechtsverbindliche Auskunft der Denkmalschutzbehörde.

## Bodendenkmäler in Germering
| Lage                          | Objekt | Akten-Nr.     | Bild           |
| ----------------------------- | --- | ------------- | -------------- |
| (Standort)                    | Lagerplatz des späten Mesolithikums. | D-1-7833-0377 | Bodendenkmal   |
| (Standort)                    | Burgstall des hohen und späten Mittelalters. | D-1-7834-0003 |                |
| (Standort)                    | Brandgräber und Kreisgräben der späten Bronzezeit und Urnenfelderzeit. | D-1-7834-0005 |                |
| (Standort)                    | Brandgräber der späten Bronzezeit. | D-1-7834-0006 |                |
| (Standort)                    | Siedlung der Bronzezeit und der Urnenfelderzeit sowie Reihengräberfeld und Grabgruppe des frühen Mittelalters. | D-1-7834-0011 |                |
| (Standort)                    | Untertägige mittelalterliche und frühneuzeitliche Befunde im Bereich der ehemaligen Pfarr- und katholischen Friedhofskirche St. Martin in Germering und ihrer Vorgängerbauten. | D-1-7834-0014 | weitere Bilder |
| (Standort)                    | Siedlung der frühen Bronzezeit und der späten Latènezeit sowie Grabhügel mit Brandgräbern der Hallstattzeit. | D-1-7834-0018 |                |
| (Standort)                    | Siedlung der Bronzezeit, der Urnenfelderzeit, der Hallstattzeit, der Latènezeit und der römischen Kaiserzeit. | D-1-7834-0019 |                |
| (Standort)                    | Verebnete Grabhügel vorgeschichtlicher Zeitstellung. | D-1-7834-0022 |                |
| (Standort)                    | Siedlung und Grabenwerk vor- und frühgeschichtlicher Zeitstellung, u. a. der mittleren und späten Latènezeit. | D-1-7834-0025 |                |
| (Standort)                    | Siedlung der späten Bronzezeit und der frühen Urnenfelderzeit, der Hallstattzeit und der mittleren und späten römischen Kaiserzeit sowie Brandgräber der späten Bronze- oder Urnenfelderzeit und Körpergräber der späten römischen Kaiserzeit. | D-1-7834-0027 |                |
| (Standort)                    | Siedlung des Endneolithikums, der Bronzezeit, der Urnenfelderzeit, der Hallstattzeit, der römischen Kaiserzeit und des frühen Mittelalters. | D-1-7834-0033 |                |
| (Standort)                    | Siedlung und Töpferei der mittleren römischen Kaiserzeit. | D-1-7834-0034 |                |
| (Standort)                    | Körpergräber des Endneolithikums (Schnurkeramik) sowie Siedlung der frühen Bronzezeit, der Urnenfelderzeit und der Hallstattzeit. | D-1-7834-0037 |                |
| (Standort)                    | Villa rustica der römischen Kaiserzeit sowie Siedlung und Körpergräber des Mittelalters und der frühen Neuzeit. | D-1-7834-0038 |                |
| (Standort)                    | Siedlung vorgeschichtlicher Zeitstellung sowie des späten Mittelalters. | D-1-7834-0039 |                |
| (Standort)                    | Siedlung vorgeschichtlicher Zeitstellung, u. a. der frühen Bronzeit. | D-1-7834-0158 |                |
| (Standort)                    | Siedlung vorgeschichtlicher Zeitstellung, u. a. späten Bronzezeit, der Urnenfelderzeit und der Hallstattzeit. | D-1-7834-0258 |                |
| (Standort)                    | Siedlung der späten Bronzezeit (u. a. Urnenfelderzeit), des frühen Mittelalters, sowie des hohen und späten Mittelalters (dort mit Metallverarbeitung). | D-1-7834-0259 |                |
| (Standort)                    | Brandgräber der römischen Kaiserzeit sowie Körpergräber vor- und frühgeschichtlicher Zeitstellung. | D-1-7834-0260 |                |
| (Standort)                    | Körpergräber des Endneolithikums (Glockenbecher). | D-1-7834-0261 |                |
| (Standort)                    | Siedlung der frühen Bronzezeit und des frühen Mittelalters. | D-1-7834-0262 |                |
| (Standort)                    | Siedlung vor- und frühgeschichtlicher Zeitstellung, u. a. der mittleren und späten Latènezeit. | D-1-7834-0276 |                |
| (Standort)                    | Siedlung der frühen Bronzezeit sowie Siedlung und Brandgräber der Urnenfelderzeit. | D-1-7834-0283 |                |
| (Standort)                    | Körpergräber des Endneolithikums (Glockenbecherkultur), Siedlung vor- und frühgeschichtlicher Zeitstellung sowie Siedlung des hohen und späten Mittelalters. | D-1-7834-0285 |                |
| (Standort)                    | Siedlung vorgeschichtlicher Zeitstellung, u. a. des Neolithikums, der Bronzezeit, der Urnenfelderzeit, der Hallstattzeit und der Latènezeit, verebnete Viereckschanze der späten Latènezeit, Siedlung der römischen Kaiserzeit und des frühen Mittelalters sowie Brand- und Körperbestattungen der Bronzezeit, der Urnenfelderzeit, der Hallstattzeit, der Latènezeit und der römischen Kaiserzeit. | D-1-7834-0295 |                |
| Alte Kirchstraße 6 (Standort) | Untertägige mittelalterliche und frühneuzeitliche Befunde im Bereich der katholischen Pfarrkirche St. Jakob in Unterpfaffenhofen und ihrer Vorgängerbauten. | D-1-7834-0363 | weitere Bilder |
| (Standort)                    | Wüstung des Mittelalters und der frühen Neuzeit (Kleßheim). | D-1-7834-0368 |                |
| (Standort)                    | Grabhügel vorgeschichtlicher Zeitstellung sowie Siedlung der römischen Kaiserzeit. | D-1-7834-0375 |                |
| (Standort)                    | Verebneter Grabhügel vorgeschichtlicher Zeitstellung. | D-1-7834-0380 |                |
| (Standort)                    | Körpergräber des Endneolithikums (Glockenbecher, Schnurkeramik) sowie Siedlung vorgeschichtlicher Zeitstellung, u. a. der späten Latènezeit. | D-1-7834-0382 |                |
| (Standort)                    | Siedlung vorgeschichtlicher Zeitstellung, u. a. der Hallstattzeit. | D-1-7834-0389 |                |
| (Standort)                    | Siedlung vor- und frühgeschichtlicher Zeitstellung, u. a. der Bronzezeit und der römischen Kaiserzeit. | D-1-7834-0392 |                |
| (Standort)                    | Siedlung vorgeschichtlicher Zeitstellung. | D-1-7834-0393 |                |
| (Standort)                    | Siedlung karolingisch-ottonischer Zeitstellung und des hohen Mittelalters. | D-1-7834-0394 |                |
| (Standort)                    | Siedlung des hohen Mittelalters und der frühen Neuzeit. | D-1-7834-0395 |                |
| (Standort)                    | Körpergräber des Endneolithikums (Schnurkeramik). | D-1-7834-0399 |                |
| (Standort)                    | Siedlung der Urnenfelderzeit und der Hallstattzeit. | D-1-7834-0400 |                |
| (Standort)                    | Siedlung vor- und frühgeschichtlicher Zeitstellung. | D-1-7834-0402 |                |
| (Standort)                    | Siedlung der späten Bronzezeit, der Karolingerzeit sowie des hohen bis späten Mittelalters und der frühen Neuzeit. | D-1-7834-0403 |                |
| (Standort)                    | Siedlung der Urnenfelderzeit. | D-1-7834-0406 |                |
| (Standort)                    | Siedlung mit Brunnen des Endneolithikums (Glockenbecher). | D-1-7834-0407 |                |